# بخش هووهتنانگو
بخش هووهتنانگو (به اسپانیایی: Departamento de Huehuetenango) یک منطقهٔ مسکونی در گواتمالا است که در گواتمالا واقع شده‌است. بخش هووهتنانگو ۷٬۴۰۰ کیلومتر مربع مساحت و ۱٬۱۷۰٬۶۶۹ نفر جمعیت دارد.